# 東宝効果集団
東宝効果集団（とうほうこうかしゅうだん）は、かつて存在した映画音響効果技師による技術者集団。

## 沿革
- 1942年 - 三縄一郎が東宝効果係の園田に誘われ東宝入社。
- 1957年9月 - 三縄、下永尚、宮崎正信と共に東宝ダビングを設立。
- 1971年4月 - 合理化に着手する為に三縄は独立し東宝効果集団を結成。
- 1987年 - 東宝録音センターに吸収される形で解散。以後、三縄は黒澤明監督作品を中心に活躍。

## 所属
- 三縄一郎（1918年 - ）
- 西本定正
- 知久長五郎（知久長）
- 金山実
- 泉典彦
- 荒川与志雄
- 河上肇
- 真田文俊

## 音響効果担当作品
- 名人長次彫（三縄デビュー作）
- ゴジラシリーズ
- 地球防衛軍
- 宇宙大戦争
- 海底軍艦
- 緯度0大作戦
- アニメンタリー決断（石田サウンドと共同）
- 蜘蛛巣城（監督：黒澤明）
- 用心棒（監督：黒澤明）
- 三匹の侍
- ウルトラシリーズ
- マイティジャック（協立音響と併用）
- 荒野の素浪人
- 流星人間ゾーン
- 破れ傘刀舟悪人狩り
- 破れ奉行
- 剣と風と子守唄
- わが青春に悔なし(監督：黒澤明)
- 日本沈没（1973年）
- 告訴せず（1975年）
- 夏服のイヴ（1984年）
- 零戦燃ゆ（1984年）
- 乱（1985年）
- トットチャンネル（1987年）